# Битва за Антиохию
Битва за Антиохию 28 июня 1098 года (Битва у Антиохийского озера) — сражение во время Первого крестового похода в конце осады Антиохии между силами крестоносцев и коалицией мусульманских эмиров Ближнего Востока во главе с эмиром Мосула Кербогой. Целью Кербоги было освободить Антиохию, которая была осаждена крестоносцами. Разгром крестоносцами превосходящих сил Кербоги казался современникам удивительным и приписывался вмешательству высших сил. Победа крестоносцев в этой битве привела к окончательному переходу Антиохии в их руки и образованию княжества Антиохийского. Кроме того, победа создала предпосылки для продолжения крестового похода.

## Предыстория
В конце октября 1097 года армия крестоносцев осадила Антиохию. Две попытки, предпринятые эмирами Алеппо и Дамаска освободить город от осады не привели к успеху. Теперь надежда осаждённых в Антиохии мусульман была только на эмира Мосула Кербогу. В начале мая 1098 года Кербога выступил из Мосула. По пути в Антиохию Кербога осадил Эдессу, не желая оставлять в тылу Балдуина Булонского. Там он задержался на три недели. Не сумев захватить Эдессу, в конце мая армия Кербоги продолжила путь к Антиохии. Для крестоносцев было очевидно, что Антиохия должна пасть до прибытия Кербоги. Боэмунд Тарентский договорился с жителем города, что тот поможет христианам проникнуть в город. В ночь со 2 на 3 июня Боэмунд с отрядом по спущенной лестнице поднялся в башню, а затем через открытые Боэмундом ворота в Антиохию ворвались крестоносцы. Вскоре весь город, кроме цитадели, в которой укрылись защитники, был захвачен и вырезан. Армия Кербоги была у Антиохии уже 4—5 июня. С 5 по 9 июня происходили бои за контроль над укреплениями возле ворот города и Цитадели. Командующим в цитадель Кербога отправил одного из своих командиров, Ахмеда ибн Мервана. Первым планом Кербоги было проникнуть в город через цитадель, но крестоносцы построили заграждение, чтобы отрезать её от города и по очереди сторожили его. В городе начался голод. 14 июня в антиохийском храме Св. Петра было обнаружено «копьё господне». В историографии длительное время преобладала точка зрения, согласно которой обнаружение Копья оказало воздействие на дух крестоносцев. Однако «Копьё» было обнаружено 14 июня, но только 28 июня армия христиан решилась выйти из города и вступить в бой. Т. Эсбридж утверждал, что не было прямой непосредственной связи между обнаружением Копья и решением сражаться с Кербогой. Крестоносцы руководствовались не надеждой, а отчаянием, когда приняли решение о битве 28 июня. По мнению Т. Эсбриджа, крестоносцы продолжали надеяться на подмогу, но через три недели осады, должно быть, они начали понимать, что не могут рассчитывать на прибытие помощи. К 24 июня осаждённые оказались на грани катастрофы. 24 июня Боэмунд направил Петра Пустынника на переговоры в лагерь Кербоги, но договориться им не удалось, и сражение с мусульманами стало неотвратимым. К 25 июня 1098 года лидерам пришлось принять решение вырваться из города и сразиться с армией Кербоги. Ещё ранее, 20 июня, командующим объединённым войском был избран Боэмунд. Перед битвой «три дня [были] проведены в посте и в процессиях от одной церкви к другой».

## Силы сторон
Хронисты называли большое число союзников Кербоги (Фульхерий — 28). Часть из названных ими эмиров можно идентифицировать: Дукак и Тогтекин из Дамаска, Арслан-Таш из Синджара, Караджа из Харрана, Балдук из Самосаты, Джанах-ад-Даула из Хомса,  Артукид Сукман (которого называли «эмир Иерусалима»), Вассаб ибн-Махмуд (потомок Мирдасидов, ранее владевших Алеппо), сыновья погибшего эмира Антиохии Яги-сияна, Шамс-ад-Даула и Мухаммед. Фульхерий называл среди участников эмира Баджака, которого, предположительно, можно отождествить с племянником Сукмана, Балаком. И христианские, и мусульманские хронисты единогласно называли армию огромной, бесчисленной. Анна Комнина писала про «огромное множество агарян», Тудебоде и Аноним — о «бесчисленных массах язычников», лидеры крестоносцев в письме папе Урбану — «бесконечное множество турок», Ибн аль-Каланиси — «собрались сирийские войска в неисчислимом множестве», Матвей Эдесский — «двинулся весь Хорасан — с востока до запада, от Египта до Вавилона, от Греции и восточной части земли, [двинулись] Дамаск и все побережье, от Иерусалима до пустыни, собралось восемьдесят мириадов человек, [из них] тридцать мириадов пехоты», Ибн аль-Асир — «к нему собрались войска со всей Сирии».
В начале первого крестового похода силы крестоносцев составляли 100 тысяч человек, к марту 1098 года их осталось не более 30 тысяч. В результате дезертирства и голода к началу июня насчитывалось лишь около 20 тысяч человек. Количество лошадей у войска крестоносцев тоже сильно уменьшилось по сравнению с началом похода. Уже к началу осады Антиохии осенью 1097 года, по свидетельствам Анонима и Альберта Аахенского, лошадей было лишь около тысячи, к февралю 1098 года число лошадей и мулов сократилось до 700, а к 28 июня 1098 года их осталось всего 150—200. Так что войско крестоносцев было преимущественно пешим. Граф Хартманн из Диллингена ехал на битву на осле, волоча ноги по земле, а из вооружения в тот день у него были только круглый щит и турецкий меч. Больше, чем у других, лошадей было у провансальцев, поэтому Годфрид Бульонский и Роберт Фландрский выпросили лошадей у Раймунда де Сен-Жиль. Во время голода многие крестоносцы пили кровь своих лошадей, которые в результате теряли силы. В вечер накануне битвы епископ Адемар призвал попытаться хоть чем-то накормить их.

## Ход битвы
Три участника битвы — Раймунд Ажильский, Аноним и Петр Тудебоде — оставили подробное описание битвы. Крестоносцам нужно было сблизиться с противником как можно быстрее, чтобы не сражаться на расстоянии. Весь город располагался на левом берегу реки Оронт, основной лагерь Кербоги — на правом. Ворота Св. Симеона выходили на укреплённый мост. Боэмунд Тарентский принял решение прорываться через ворота Св. Симеона. Через них осаждённые сразу попадали на правый берег реки, в то время, как войска Кербоги на левом берегу реки, блокировавшие остальные ворота, оказывались отрезанными от поля боя. Это ограничивало силы мусульман, с которыми предстояло сразиться.
В понедельник 28 июня готовые к бою крестоносцы вышли из города. Хронист Раймунд Ажильский пронёс перед воинами Святое копьё. Кербога, лагерь которого был в пяти километрах от города, у озера, узнал немедленно, что крестоносцы начали выходить из города, поскольку над цитаделью Ахмед ибн Мерван поднял как сигнал чёрный флаг.
Чтобы быстро прорваться через ворота, Боэмунд разработал план действий. Армия была разделена на четыре части. Первый отряд возглавляли Гуго Великий, Роберт Фландрский и Роберт Нормандский, второй — Годфрид Бульонский, третий — епископ Адемар, а четвёртый — Боэмунд Тарентский. Раймунд де Сен-Жиль был болен, поэтому его оставили в городе охранять цитадель. В среднем в каждом отряде было чуть больше тридцати рыцарей. По словам Альберта Аахенского, к открывшимся воротам подъехали конные лучники во главе с Гуго Вермандуа. Отряд пересёк мост и расстрелял турок, стороживших ворота Моста (Св. Симеона) и не ожидавших такого напора. Второй отряд — северные французы — вышел колонной следом, а затем развернулся в линию слева от него. Отряды должны были выходить по очереди и выстраиваться в линию, развернувшись фронтом к лагерю Кербоги. Описания битвы в источниках противоречивы, по мнению Дж. Франса, в реальности поэшелонный выход и построение в линию были нереализуемы в тех условиях.
Крестоносцы могли бы быть разгромлены сразу на выходе из города, если бы Кербога принял решение уничтожать их отряды по отдельности. По словам Кемаль ад-Дина (хрониста из Алеппо) и Ибн аль-Асира, у эмиров Кербоги не было единого мнения относительно необходимых действий. Вассаб ибн-Махмуд и часть эмиров убеждали Кербогу сразу напасть на франков, и расправляться с отрядами крестоносцев по очереди, но большинство командиров и сам Кербога хотели выпустить врага из города полностью и атаковать его на равнине, а не у ворот. Кербога решил, что немедленное нападение приведёт к тому, что крестоносцы отступят в город, закроются, и это затянет осаду. Он подумал, что армия эмиров без труда справится с немногочисленным войском противника, и решил атаковать всю армию целиком, а не каждый отряд по очереди. Возможно, он думал, что крестоносцы пострадали от голода сильнее, чем это было в действительности.
Описание событий у ворот Св. Симеона подробно дано только у Альберта Ахенского, который писал с чужих слов и рассказ которого запутан. Крестоносцы, прорвавшись на равнину Антиохии, почти сразу столкнулись с контратакой мусульман, охранявших ворота Св. Симеона. К последним начали подтягиваться войска, стоявшие на позициях перед воротами Св. Павла и садовыми. Боэмунд с резервным отрядом дал им отпор. Самым опасным для крестоносцев был отряд, блокировавший ранее ворота Св. Георгия. Рейнхард из Тула был отправлен с пешим отрядом северных французов отразить атаку с юго-востока. Пехота Рейнхарда понесла огромные потери, но сдержала натиск. Будучи окружены, крестоносцы смогли устоять.
В то же время франки на передовой удерживали строй. Когда стало ясно, что крестоносцы будут стоять насмерть, многие турецкие эмиры ушли с поля боя. Дукак ушёл или до начала битвы, или в самом начале, пообещав прислать Ильгази Артукида; некоторые другие эмиры ушли из-за вражды с Кербогой, желая его поражения. Они боялись, что победа усилит позиции Кербоги. Видя решимость крестоносцев и их напор, а также дезертирство эмиров, Кербога осознал серьёзность ситуации и попытался заключить перемирие на предложенных накануне условиях, но было поздно, и его посланника проигнорировали. Он пошёл на хитрость и отдал приказ изобразить отступление, чтобы увлечь крестоносцев в более сложную для сражения местность. Рассредотачиваясь по холмам, тюрки поджигали за собой траву, пытаясь задержать франков. В это время Адемар во главе отряда провансальцев то ли попытался обойти врага с фланга, то ли направился к горам, чтобы избежать окружения.
Эмиры с отрядами один за другим покинули поле боя, «последними, кто обратился в бегство, были Сукман ибн Артук и Джанах ад-Даула, потому, что они были в засаде». Уход части войск с эмирами вызвал панику в турецких войсках. Крестоносцы быстро разбили оставшиеся силы. Увидев, что Сукман и Джанах ад-Даула тоже бежали, Кербога прекратил сражение.
Оценивая впоследствии битву, крестоносцы не могли понять, почему Кербога не напал сразу. Возникла версия, что он отвлёкся, потому что он «играл в шахматы в своей палатке». Лидеры похода в письме к Папе сообщали, что «нас было так мало, что [мусульмане] были уверены, что мы не сражались против них, а бежали».
Кербога вернулся с остатками своих войск в Мосул, но его авторитет был потерян навсегда. Лагерь Кербоги у Антиохии был захвачен и разграблен. Он «оставил свои шатры с золотом и серебром и множеством предметов обстановки, а также овец, волов, лошадей, мулов, верблюдов и ослов, кукурузы, вина, муки и многого других вещей, в которых мы остро нуждались». Изголодавшихся крестоносцев интересовало только добро, в первую очередь — провиант. Даже найденных в шатрах женщин не взяли в плен, «франки не сделали им ничего плохого, кроме как пронзили их животы своими копьями».
Вернувшись в город, крестоносцы начали переговоры с защитниками цитадели, этого последнего оплота мусульман в Антиохии. Ставленник Кербоги Ахмед ибн Мерван видел бегство армии мусульман и, понимая безвыходность своего положения, сдал цитадель, получив гарантии сохранения жизни. Возможно, он уже ранее заключил секретную договорённость с Боэмундом, на случай победы христиан, поскольку он не открывал свои ворота Раймунду. Некоторые из мусульманских защитников цитадели, включая Ахмеда, приняли крещение.

## Причины победы
Исход битвы поразил и тюрок, и франков. Крестоносцам победа казалась поистине чудесной. Христианские хронисты приписывали победу чуду копья и божьему провидению, видения продолжались и во время битвы. Аноним писал, что многие самолично видели спускавшееся с гор войско на белых конях с белыми знамёнами в которых они опознали «подмогу Христа» под предводительством святых Георгия, Димитрия и Маврикия, во всяком случае, такой слух пронёсся среди крестоносцев. Неожиданный исход битвы длительное время не находил у христианских историков убедительного объяснения.
Тюрки приписывали победу «немногих над многими, голодных над сытыми непостижимой волей Неба, желавшей наказать эмиров за их грехи». Сирийский летописец Ибн ал-Каланиси писал: «После этого франки, хотя и находились в крайней слабости, выступили в боевом порядке против армий ислама, которые были на пике силы и численности, и разбили ряды армии мусульман и рассеяли их множество».
- Мусульманские хронисты с самого начала писали о том, что немалую роль в успехе крестоносцев сыграли раздоры между сельджукскими правителями[49]. Например, Ибн аль-Асир писал:

«Кербога недостойно поступал по отношению к мусульманам, которые были с ним, и разгневал эмиров. Он проявлял высокомерие, полагая, что они и так останутся с ним. Это рассердило их, и они задумали изменить ему, если начнется бой, и выдать его, если им удастся это исполнить».
- Чтобы окружить Антиохию, и блокировать ворота, Кербога сильно рассредоточил свои войска[53], что затрудняло быстрое сосредоточение его сил[26].
- Ч. Оман видел одну из причин поражения Кербоги в том, что тюрки сражались в пространстве, слишком ограниченном для обычной тактики легкобронированной конницы, кружащейся вокруг противника и обстреливающей его из луков[48]. Франки тоже не имели больших возможностей для манёвров и им оставалось только атаковать напрямую, а тюркам пришлось выбирать — рукопашный бой, который они всегда избегали, или бегство[48].
- Немалое значение имело и правильное решение Боэмунда атаковать из ворот Моста, поскольку прочим отрядам Кербоги для атаки требовалось перейти реку[53].
- Крестоносцы были связаны отчаянием и опытом сражений бок о бок, а огромная армия Кербоги была собрана из разрозненных нескоординированных отрядов[54], командиры которых враждовали как между собой, так и с Кербогой. Причём, в течение осады разногласия лишь усиливались[38].
- Роль в проигрыше армии Кербоги сыграла его ошибка — решение атаковать франков, лишь когда они все выйдут из ворот[49].

## После битвы
Осада Антиохии была огромным бременем для армии крестоносцев, но её захват обеспечил продолжение крестового похода. В ноябре Раймунд наконец уступил требованиям и вместе с армией выдвинулся к Иерусалиму. Копьё через несколько лет пропало, его местонахождение не известно. В XVIII веке кардинал Просперо Ламбертини (в будущем ставший Бенедиктом XIV) признал антиохийское копьё фальшивкой.

## Значение
Дж. Франс называл победу в этой битве «замечательной победой крестоносцев». Т. Эсбридж называл битву великой, значение которой невозможно переоценить. Для свидетелей событий и для более поздних историков победа христиан была «самым кульминационным моментом крестового похода», «самым важным сражением всей экспедиции». По словам Р. Смейла, сражение было настолько важным, что «источники дают более точные подробности об этой битве, чем о любой другой битве в Латинской Сирии в XII веке».